# Tianping (köping i Kina, Guangxi)
Tianping (kinesiska: 天平镇, 天平) är en köping i Kina. Den ligger i den autonoma regionen Guangxi, i den södra delen av landet, omkring 250 kilometer öster om regionhuvudstaden Nanning. Antalet invånare är 62598. Befolkningen består av 29 717 kvinnor och 32 881 män. Barn under 15 år utgör 28,0 %, vuxna 15-64 år 61 %, och äldre över 65 år 9,0 %.
Genomsnittlig årsnederbörd är 2 206 millimeter. Den regnigaste månaden är maj, med i genomsnitt 357 mm nederbörd, och den torraste är oktober, med 42 mm nederbörd.